# پولک مار

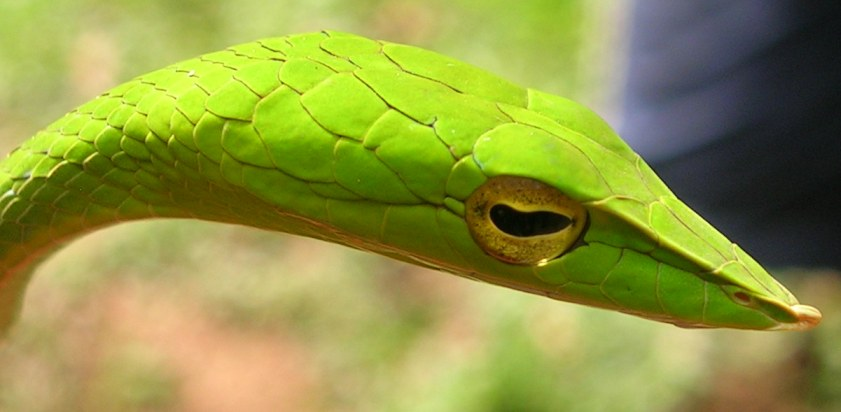
پولک‌هایی به شکل استادانه روی سر مار انگوری به نام Ahaetulla nasuta.

مارها نیز مانند دیگر خزندگان پوستی پوشیده از پولک دارند. مارها به‌طور کامل با پولک‌ها یا اسکیت‌هایی با شکل‌ها و اندازه‌های مختلف پوشیده شده‌اند که در کل به عنوان پوست مار شناخته می‌شوند. پولک از بدن مار محافظت می‌کند، به حرکت کمک می‌کند، اجازه می‌دهد رطوبت در داخل آن حفظ شود، ویژگی‌های سطحی مانند زبری را برای کمک به استتار تغییر می‌دهد، و در برخی موارد حتی به شکار طعمه کمک می‌کند (مانند زگیل‌ماران). الگوهای رنگ‌آمیزی ساده یا پیچیده (که به استتار و نمایش ضدشکارگری کمک می‌کند) از ویژگی‌های پوست زیرین است، اما ماهیت چین‌خورده پوست پوسته‌پوسته شده اجازه می‌دهد تا پوست روشن بین پوسته‌ها پنهان شود و سپس برای ترساندن شکارچیان آشکار شود.
پولک‌های مختلف روی سر و بدن مار در زیر با عکس‌های کناری از پشت‌تیغه‌ای راه‌راه نخودی Amphiesma stolata، یک مار علفی معمولی جنوب آسیا و عضوی از Colubridae، بزرگ‌ترین خانواده مارها، نشان داده شده‌است.

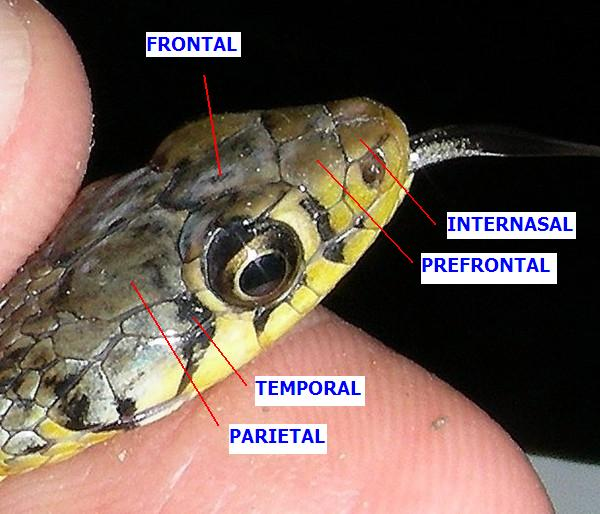
نام‌گذاری پولک‌های سر (نمای بالای سر)

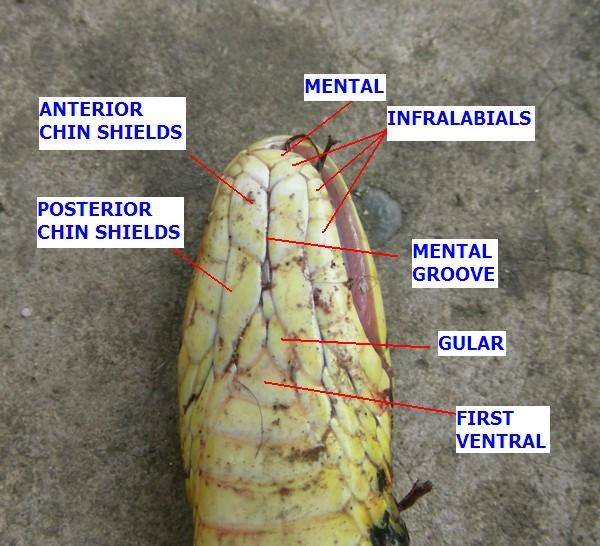
نام‌گذاری پولک‌ها (نمای زیر سر)

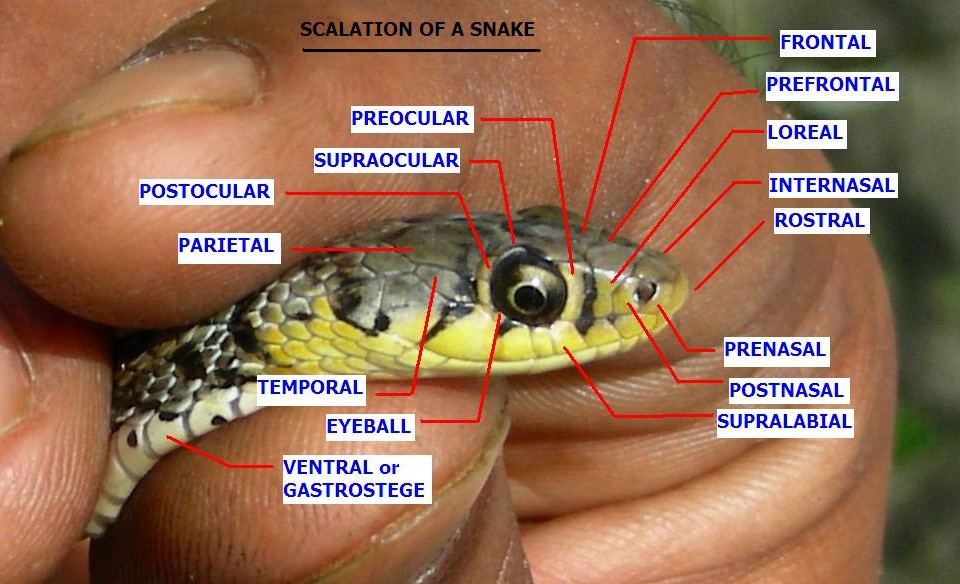
نام‌گذاری پولک (کنار سر

## کارکرد پولک‌ها
پولک‌های یک مار در درجه نخست به منظور کاهش اصطکاک در هنگام جابجایی است، زیرا اصطکاک منبع اصلی اتلاف انرژی در جابجایی مار است. پولک‌های شکمی که بزرگ و مستطیلی هستند، به ویژه اصطکاک کمی دارند و برخی از گونه‌های درختی می‌توانند از لبه‌ها برای گرفتن شاخه‌ها استفاده کنند. پوست و پولک مار به حفظ رطوبت در بدن جانور کمک می‌کند. مارها ارتعاش‌ها را هم از هوا و هم از زمین دریافت می‌کنند و می‌توانند با استفاده از یک سیستم پیچیده تشدید درونی (شاید شامل پولک) این دو را از هم متمایز کنند.

## نگارخانه

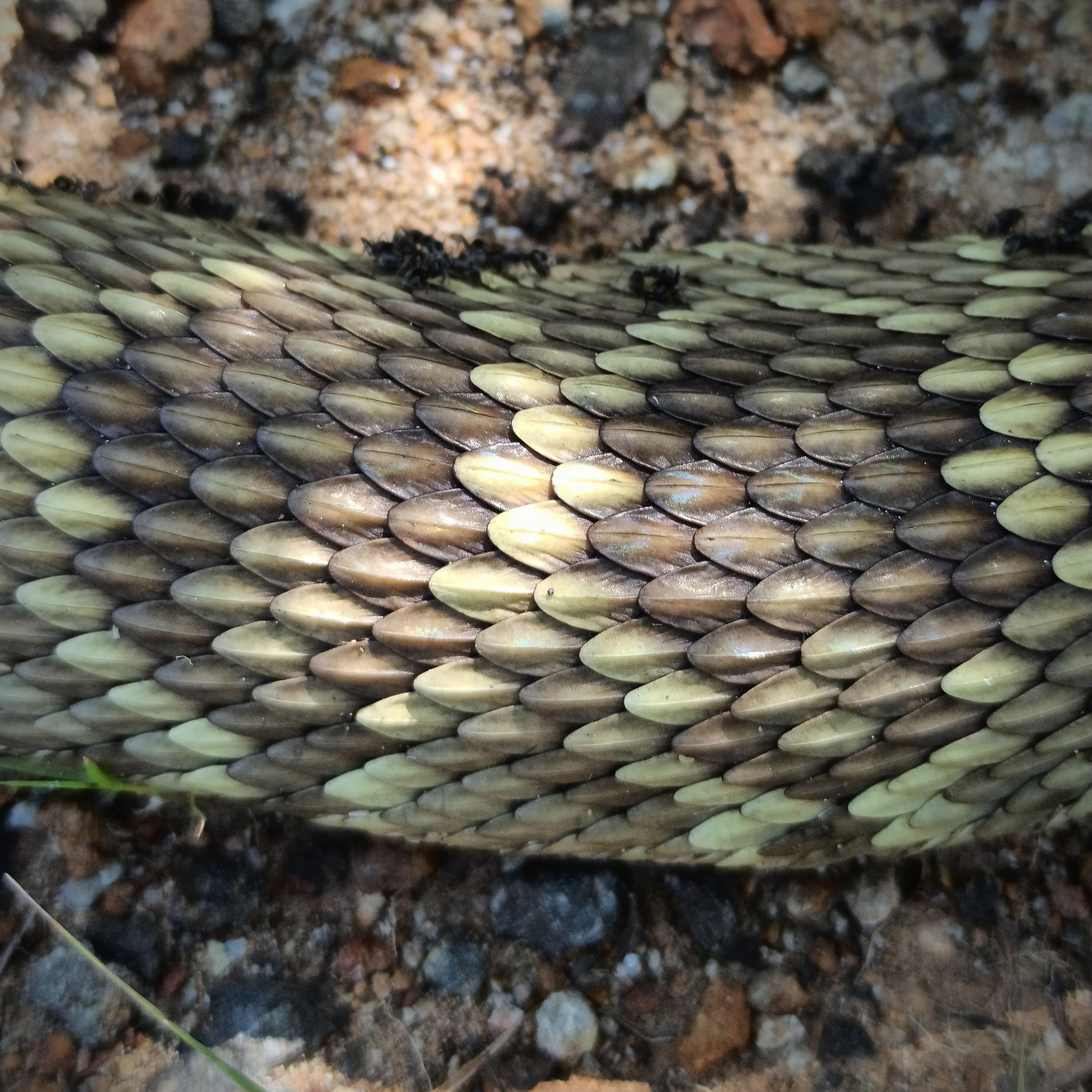
پولک‌های یک مار زنگی دم‌سیاه.
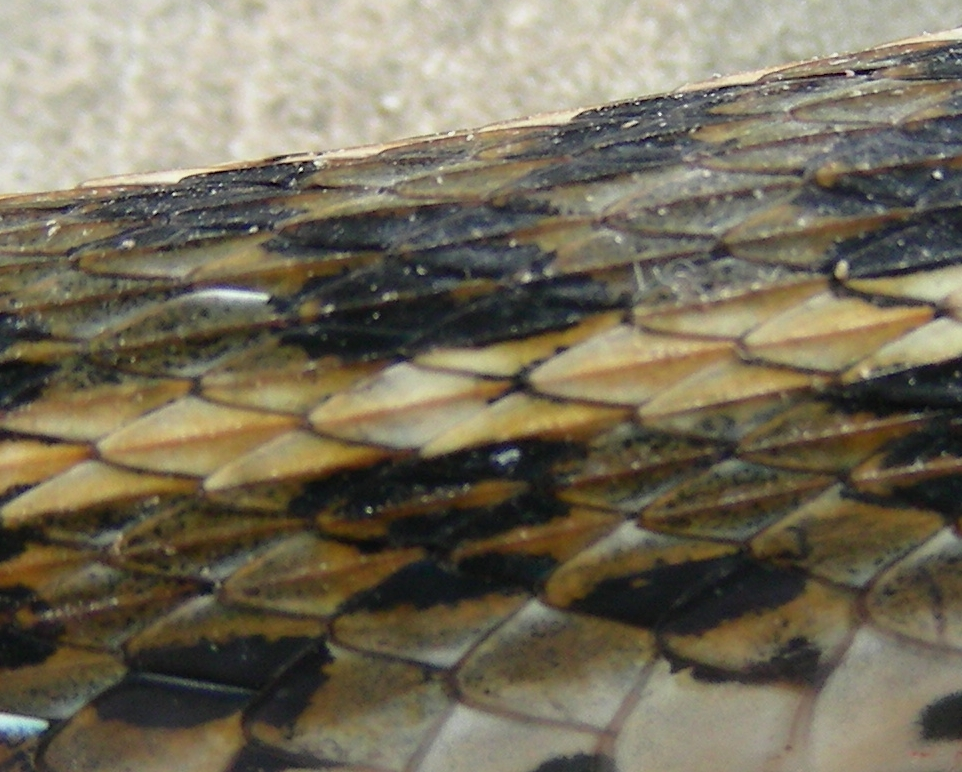
پولک‌های تیغه‌دار از قمچه‌مار راه‌راه نخودی Amphiesma stolatum
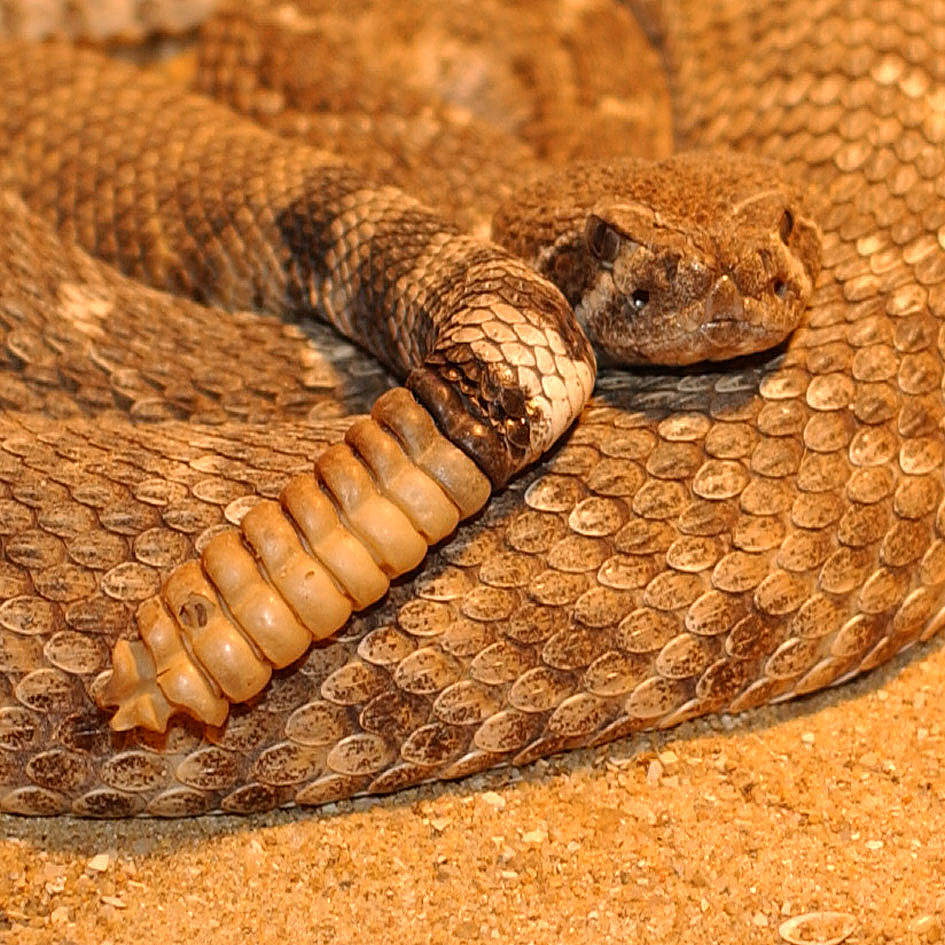
پولک‌های دم اصلاح‌شده یک جغجغه را در یک مار زنگی غربی پشت‌الماسی (Crotalus atrox) تشکیل می‌دهند.
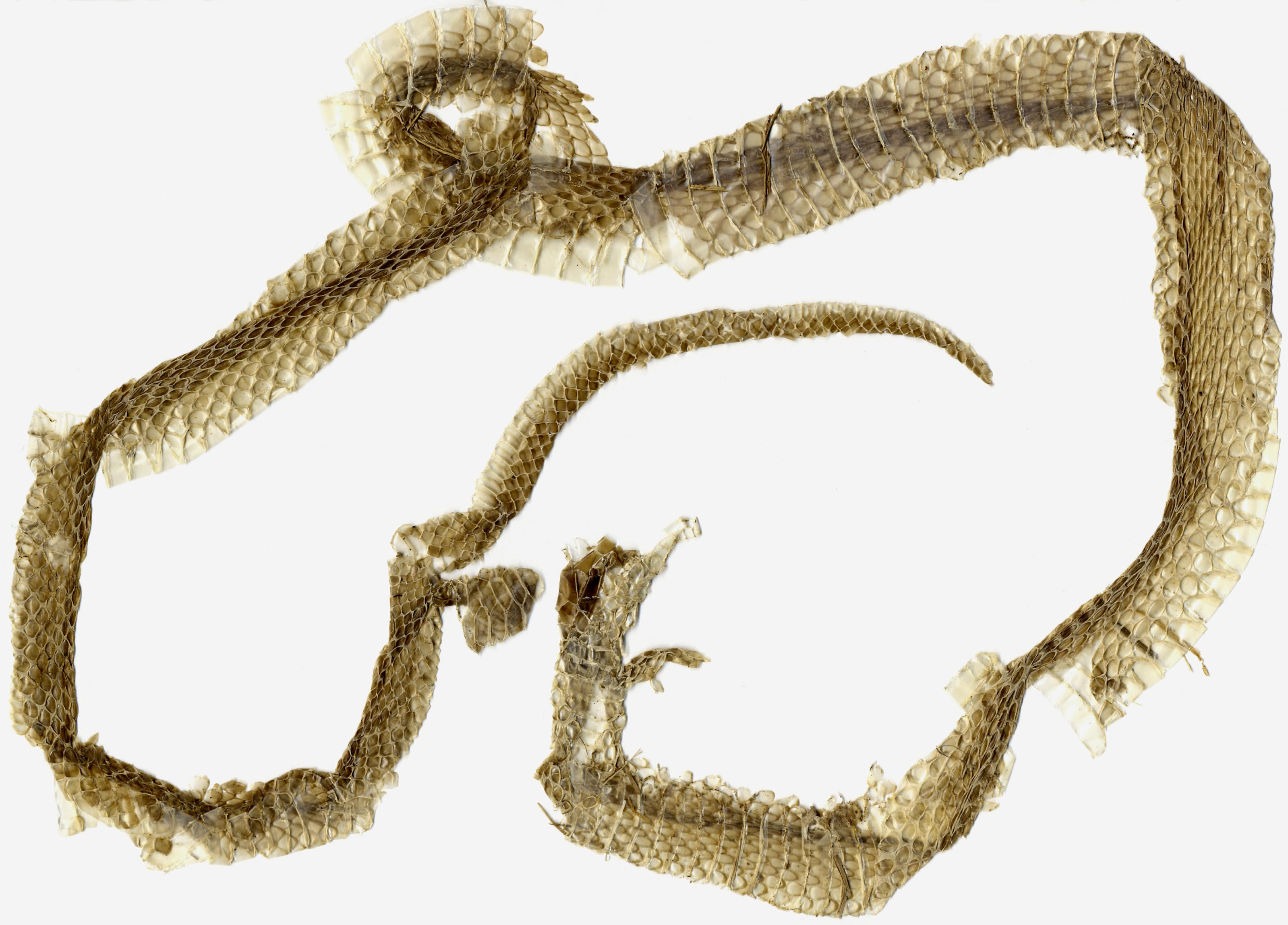
پوست خالی (افکنه) یک مار علفی (Natrix natrix) که طول آن بیش از یک متر است.
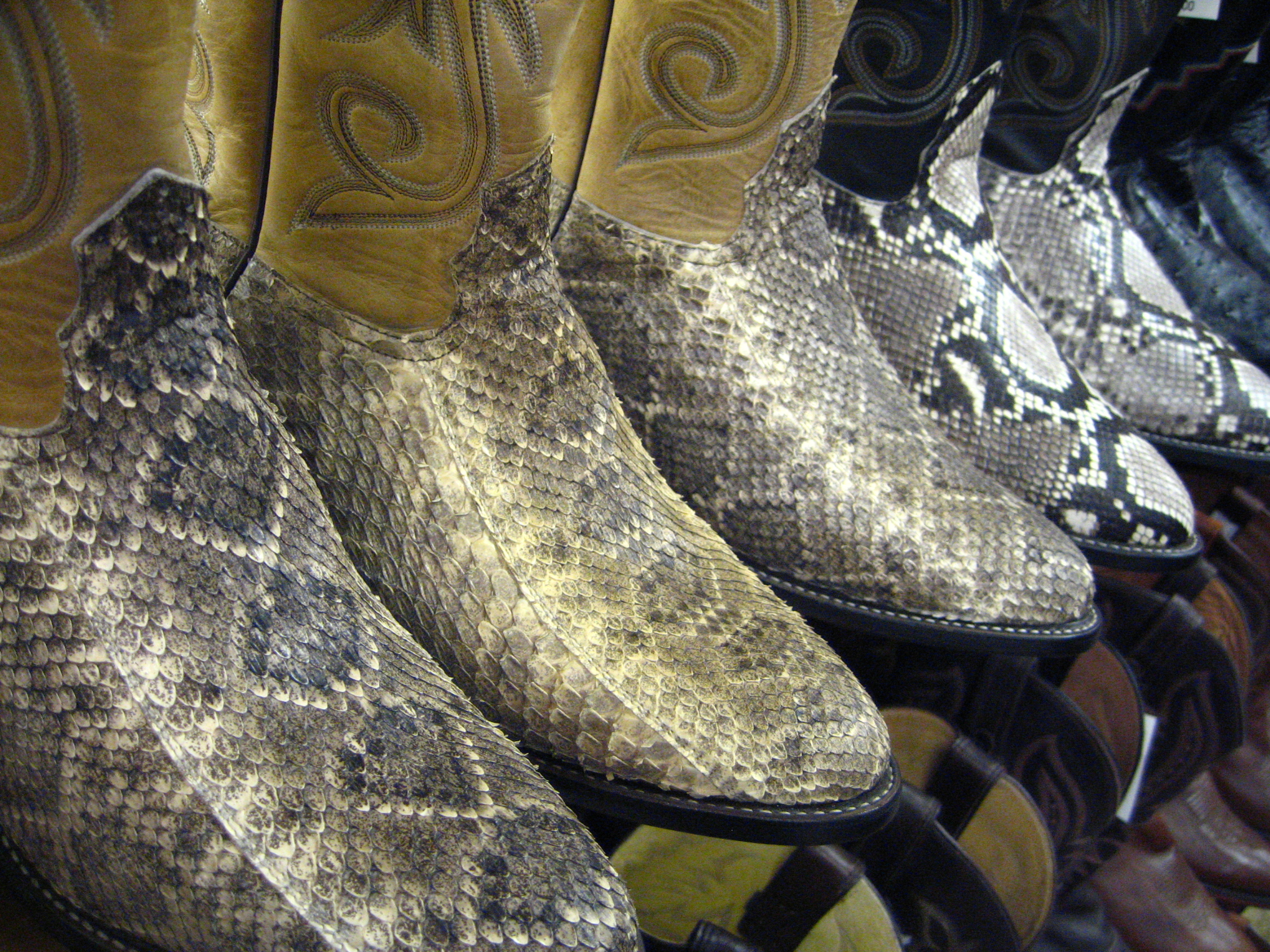
چکمه‌های پوست مار، آریزونا